# بير تشيلي (قلعة قاضي)
بیر تشیلي (بالفارسية: پیرچیلی) هي قرية تقع في إيران في قسم قلعة قاضي الريفي. يقدر عدد سكانها بـ 487 نسمة بحسب إحصاء 2016.